# Väster-Borrsjön
Väster-Borrsjön är en sjö i Ljusdals kommun i Hälsingland och ingår i Ljusnans huvudavrinningsområde. Sjön har en area på 0,738 kvadratkilometer och ligger 417,2 meter över havet. Sjön avvattnas av vattendraget Borrån.

## Delavrinningsområde
Väster-Borrsjön ingår i det delavrinningsområde (686369-146681) som SMHI kallar för Utloppet av Västerborrsjön. Medelhöjden är 471 meter över havet och ytan är 13,86 kvadratkilometer. Det finns inga avrinningsområden uppströms utan avrinningsområdet är högsta punkten. Borrån som avvattnar avrinningsområdet har biflödesordning 3, vilket innebär att vattnet flödar genom totalt 3 vattendrag innan det når havet efter 185 kilometer. Avrinningsområdet består mestadels av skog (55 procent) och sankmarker (33 procent). Avrinningsområdet har 0,74 kvadratkilometer vattenytor vilket ger det en sjöprocent på 5,3 procent.